# Dapsy László
Dapsai Dapsy László, Dapsi (Miskolc, 1843. február 28. – Budapest, 1890. május 29.) református főgimnáziumi tanár, biológus, lapkiadó, lapszerkesztő.

## Élete
Nemes Dapsi Sámuel és Oláh Zsuzsanna fiaként született, 1843. március 4-én keresztelték. A gimnáziumot szülővárosában végezte, azután Debrecenbe ment a filozófiára, jogra s teológiára. 1864-ben külföldre utazott és egy ideig az edinburgh-i egyetemet látogatta; itt és Londonban az angol nyelvet tökéletesen elsajátítva, nemcsak szaktárgyának, a természettudományoknak tanulmányozásával foglalkozott, hanem vizsgálta az angol gazdasági viszonyokat, a társadalmi s politikai intézményeket. 1866-ban visszatért és a debreceni gazdasági intézetnél tanár lett, majd 1867-ben a pesti református főiskolánál elfoglalta a természetrajzi tanszéket. 1870-ben a természettudományi társulatban ő indítványozta a könyvkiadó-vállalatot és kidolgozta annak tervét. Sokat írt és fordított, később lapot is szerkesztett; e mellett gyakorlati gazdálkodással is foglalkozott; előbb Szob mellett szerzett egy kis mezei birtokot; néhány évi kísérlet után eladta e birtokát és később, midőn már családot alapított, szerzett ismét a Gellért-hegy lejtőjén egy kis szőlőtelket, amelyre csinos villát is építtetett lakhelyül maga és családja számára. Zaklatott életmódja egészségét lassanként megtörte és 1890-ben elhunyt. Felesége Hodoly Laura volt, akivel 1877. január 28-án kötött házasságot Budapesten, a Kálvin téri református templomban, Török Pál adta össze a párt.

## Munkái
- A talajkimerülés befolyása az államok életére. Különös tekintettel Magyarország jövőjére. Pest, 1869.
- Általános természetrajz. Középiskolák és magántanulók számára. II. rész. Növénytan. Uo. 1869.
- A geologia alapvonalai. Page Dávid művének 9. kiadása nyomán. Uo. 1872.
- Darwin, A fajok eredete a természeti kiválás útján, vagyis az előnyös válfajok fenmaradása a létérti küzdelemben. Az eredeti 6. jav. és bőv. kiadás után ford. Bpest, 1873–74. Két kötet. (A kir. magyar term. társ. könyvkiadó vállalata II. III.)
- A nemzetgazdaságtan alapelvei s ezek némelyikének a társadalmi bölcsészetre való alkalmazása. John Stuart Mill után ford. Uo. 1875. Négy kötet.
- A parliamenti kormányrendszer Angliában és annak eredete, kifejlődése és gyakorlati alkalmazása. Todd Alpheus után ford. a Magyar Tudományos Akadémia megbizásából. Uo. 1876–77. Három kötet.

Dapsy szerkesztette a Magyar Föld című közgazdasági napilapot, a Magyar Gazdasági Egyesület közlönyét 1880. május 15-étől haláláig; utóbb a lap kiadói jogát is megvette  a gazdasági egylettől.
Cikkeket írt a Vasárnapi Ujságba (1867–69. 1870–75. 1878.), Budapesti Szemlébe (1867. 1879. Uj aranykor.), Természettudományi Közlönybe (1869–73. 1878–80.), Gazdasági Lapokba (1869.), Borászati Füzetekbe (1870.), Prot. Naptárba (1880.), Ország-Világba (1884.); az 1870-es években vezetője lett a Pesti Napló közgazdasági rovatának és a többi napilapokba is sokat dolgozott.